# Maria Magdalena Hampel
Maria Magdalena Hampel (* 4. April 1839 in Warnsdorf, Königreich Böhmen; † nach 1876) war eine deutsche Lehrerin für Kalligraphie, Musik und Malerei in Dresden und Erfinderin einer Schreibhand gegen Schreibkrämpfe.

## Leben
Maria Magdalena Hampel stammte aus Nordböhmen und wurde am 4. April 1839 in der an der Grenze zum Königreich Sachsen gelegenen Stadt Warnsdorf als Tochter eines dortigen Maschinen- und Büchsenfabrikanten geboren. Bereits im Alter von 11 Jahren verließ sie die Schule und ging an das Konservatorium an die sächsische Residenzstadt Dresden. Hier wurde sie insbesondere vom Musikpädagogen und Professor Friedrich Wieck, dem Vater von Clara Schumann, in Musik ausgebildet. Doch blieb Maria Magdalena Hampel nicht nur bei der Musik, sondern wandte sich im Alter von 17 Jahren auch der Malerei und der Kalligraphie zu und wurde im Anschluss als Schreiblehrerin in Dresden freischaffend tätig. Sie gab u. a. Kurse in der Schnell- und Schönschreibekunst und in der Kunst-Malerei nach eigener, leicht faßlicher und zu überraschenden Resultaten führender Methode in ihrer Dresdner Wohnung, Ottostraße 4. 1876 führte sie ihre Kurse in der neuen Wohnung Amalienstraße 8 in Dresden durch und nannte sich nun auch Doctor des Schreibkrampfes.
Im Jahre 1866 erfand sie einen Apparat gegen den Schreibkrampf, der die Form einer Schreibhand hatte. Für diese hilfreiche Erfindung erhielt sie vom König von Sachsen im Jahre 1870 Schmuck verliehen. Als Anlass für diese Auszeichnung nahm der König die Präsentation ihrer Veröffentlichung Anleitung zur gründlichen Erlernung einer schönen und geläufigen Handschrift und einer regelrechten Federhaltung, sowie zu radikaler Beseitigung des Schreibkrampfes, Händezitterns und verschiedener beim Schreiben störender Nebel, mit Hülfe der von der Verfasserin erfundenen und ihr patentirten „Schreibhand“. Für den Schul- und Selbstunterricht. In 8 Lectionen. Leipzig, 1870. Das erste Heft dieser Schrift wurde dem sächsischen König überreicht.
In den folgenden Jahren wurde Maria Magdalena Hampel hauptsächlich durch die Ausarbeitung von Kalligraphischen Vorschriften, vom Leichten zum Schweren fortschreitend bekannt. Als Dank für den Unterricht und die Heilung von dem höchst lästigen Schreibkrampf wurden ihr im Jahre 1873 von einigen Amerikanern als Dank und Anerkennung wertvoller Mosaikschmuck überreicht.
Sie blieb viele Jahre unverheiratet.
In das Sächsische Schriftsteller-Lexicon, das 1875 erschien, wurde sie als eine von acht Schriftstellerinnen im Vergleich zu 231 männlichen Schriftstellern aufgenommen.